# NGC 7252
NGC 7252 es una galaxia lenticular (SB0) localizada en la dirección de la constelación de Acuario. Posee una declinación de -24° 40' 42" y una ascensión recta de 22 horas, 20 minutos y 44,8 segundos.
La galaxia NGC 7252 fue descubierta en 26 de octubre de 1785 por William Herschel. Está a una distancia de cerca de 220 millones de años luz y es el resultado de la colisión de dos galaxias.